# Unión Estepona Club de Fútbol
El Unión Estepona Club de Fútbol fue un club de fútbol español de la ciudad de Estepona en provincia de Málaga. Fue fundado en 1996 tras la fusión de los clubes Estepona CF y la UD Estepona.

## Historia
El Unión Estepona fue fundado en la temporada 1995-96, tras la fusión del Estepona CF y la UD Estepona, que eran los dos equipos existentes tras la desaparición del CD Estepona, equipo que militó en la Segunda División B de España.
El club ascendió a Tercera División en la temporada 2007-08 tras finalizar en segunda posición del grupo tercero de Primera División Andaluza. Terminó la temporada con 78 puntos y con el pichichi de la liga en sus filas: Antoñito, con 27 goles.
Para la temporada 2008-09, en Tercera División, se hizo con los servicios de Catanha, jugador hispanobrasileño que militó en el Málaga CF y fue internacional con la selección de fútbol de España, y con los servicios de Espínola, jugador que militó entre otros equipos en el Real Club Recreativo de Huelva. También se incorporaron otros muchos jugadores para reforzar la plantilla como Oscar Tena, Barrios, Juanfri, Ángel, Antonio, Marquitos, Durán, etc.
En su primera campaña en Tercera División se proclamó campeón del grupo con solvencia. Fue campeón cuando aun quedaban dos jornadas para terminar el campeonato, en un partido contra el Granada 74 en el que empataba 4-4.
En el play-off quedó emparejado con el conjunto murciano del Caravaca. Tras perder 3-2 en tierras murcianas con goles de Catanha y Juanfri, el Estepona se impuso por 2-1 en la vuelta con goles de Cuevas y se convirtió en nuevo equipo de Segunda B.
En el verano de 2009, contrató a otro ex-malaguista, Jesule, a Bezares, y muchos más refuerzos de cara a la nueva temporada en Segunda B. Tras una dura temporada, el "Unión Estepona CF" logró la permanencia en Segunda B.
El 26 de agosto de 2009 pasó a la historia del Estepona, pues superó la primera eliminatoria de la Copa del Rey tras derrotar al Real Jaén en su campo por 0-1.

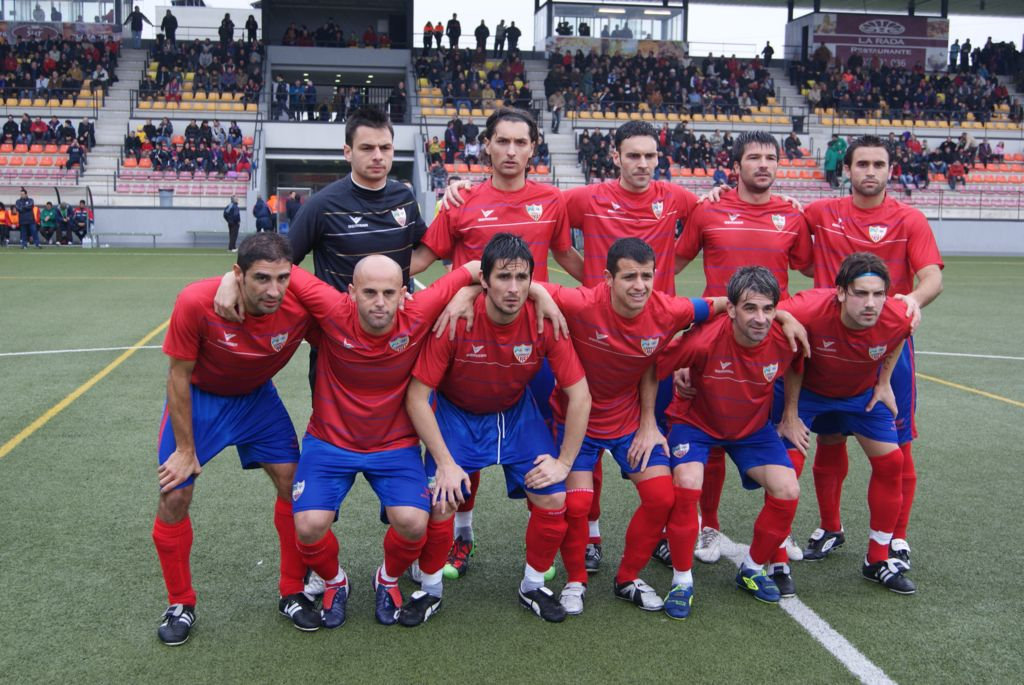
Alineación de la temporada 2009-2010.

Tras una temporada 2010–11 con muchos problemas económicos, el equipo descendió de categoría en un partido agónico que le enfrentó al Lorca Atlético. El equipo vencedor conseguiría salvar la categoría y condenaría al perdedor al descenso. El resultado final, 2-2, favorecía al Lorca Atlético, que se salvó y condenó al U.Estepona C.F al descenso a Tercera División.
Una vez finalizada la temporada y con el club descendido, debido a los problemas económicos que arrastraba a lo largo de toda la campaña, el club se vio obligado a acogerse al concurso de acreedores para no ser descendido administrativamente a Primera Andaluza, debido a la denuncia de impagos que el club tenía en ese momento a los jugadores. Gracias a esto, el club consiguió mantenerse en Tercera División y tener así más tiempo para proceder a los pagos correspondientes.
Una vez aceptado el concurso de acreedores por el juzgado, el presidente hasta ese momento Eugenio Muñoz y su Junta Directiva presentaron su dimisión, la cual fue aceptada por los socios en la asamblea anual del club. En ella también se aprobaron las cuentas del año anterior (quedando reconocida la deuda del club hasta ese momento) y la incorporación del nuevo presidente Sergio González junto a su nuevo equipo de trabajo, la cual fue aprobada por unanimidad.
La nueva directiva decidió no renovar a ninguno de los jugadores que, hasta entonces, habían formado la plantilla del club. Contrató a cada uno de los jugadores que formarían parte del nuevo proyecto para la temporada 2011–12 y puso como entrenador a Rafa Gil, que hasta entonces había estado entrenando al Atlético Malagueño, equipo filial del Málaga C.F.
A mediados de la temporada 2013-14, se decidió retirar al equipo sénior por la deuda que arrastraba de años atrás y ante la falta de liquidez para afrontar los pagos de los viajes, las mensualidades de los jugadores, etc, de esa temporada.
Los Equipos de la Cantera siguieron hasta finalizar la temporada, con muy buenos resultados tanto a nivel colectivo como individual, donde destacamos la actitud de nuestros chicos, sabiendo que el Club desaparecería y se perderían todas las categorías base, sobre todo las bonitas y difíciles de llegar hasta ellas, como son Infantil Preferente y Cadete Preferente, máxima categoría a nivel Provincial de Málaga.
La Junta Directiva a sabiendas de lo que era un secreto a voces, la desaparición del Club, se anticipó a los acontecimientos y sacó a competición un equipo Prebenjamín con la nueva denominación, CD Estepona Fútbol Base, el cual sería filial de la U. Estepona CF esa misma temporada.
Para la temporada 2014-15 nace un nuevo club bajo la denominación de Club Deportivo Estepona.

## Escudo
El escudo del Unión Estepona CF, es una simbiosis entre los que pertenecieron al Estepona CF y la UD Estepona, —que de por sí eran semejantes— conservando elementos de ambos, y mostrando semejanzas con el del CD Estepona. Tiene forma de corazón con tres aristas en la parte superior. Dividido en dos partes, en la inferior, el fondo es rojiblanco con un balón de fútbol en el centro. La parte superior está dividida en dos partes, izquierda y derecha. En la parte izquierda figura el escudo de la ciudad de Estepona y en la parte derecha los anillos olímpicos. En el espacio que divide el escudo en dos partes está escrito Unión Estepona CF.

## Presidentes
- Eugenio Muñoz Lanzas (2005-2011).
- Sergio Ignacio González Sobrino (2011 - 2013).
- Justo Checa Martos (2013).

## Uniforme
- Uniforme titular: Camiseta roja, pantalón azul y medias rojas.
- Uniforme alternativo: Camiseta blanca, pantalón rojo y medias blancas.
- Tercer uniforme: Camiseta azul, pantalón blanco y medias blancas.

### Indumentaria
| Periodo | Proveedor |
| ------- | --------- |
| 2012    | Peak      |
| 2013    | Luanvi    |

## Estadio
El Estadio Municipal Francisco Muñoz Pérez es donde disputa sus encuentros como local el club esteponero. El estadio adopta su nombre en memoria del exfutbolista Francisco Enrique Muñoz Pérez. Cuenta con una capacidad de 7000 espectadores, el terreno de juego es de césped artificial y posee unas dimensiones de 102x66 metros.

## Entrenadores

### Cronología de los entrenadores
- José María Pajares (2006-2007)
- Raúl Procopio (2007-2010)
- José Luis Burgueña (2010-2011)
- Nene Montero (2011-2011)
- Rafael Gil Sánchez (2011-2012)
- Jaime Molina (2012)
- José Reina (2013)
- José María Pajares (2013- Actual)

## Palmarés
- Campeón de Tercera División de España (1): 2008-09 (Gr. IX).
  - Subcampeón de Tercera División de España (1): 2011-12 (Gr. IX).
  - Subcampeón de la Primera División Andaluza: (2007-08).

### Torneos amistosos
- Trofeo Ciudad de Motril (1): 2011.